# Trạng từ
Trạng từ hay còn được gọi là phó từ là từ dùng để bổ nghĩa cho các động từ, tính từ hay các trạng từ khác, hạn định từ, mệnh đề hoặc giới từ. Trạng từ bổ sung nghĩa cho câu. Trạng từ thành một cụm trong câu được gọi là trạng ngữ. Trạng từ thường diễn đạt cách thức, địa điểm, thời gian, tần suất, mức độ, mức độ chắc chắn, v.v., trả lời các câu hỏi như thế nào?, bằng cách nào?, khi nào?, ở đâu?, và đến mức độ nào?. Một hoặc nhiều phó từ kết hợp với các danh từ và các cụm danh từ sẽ tạo thành trạng ngữ. Trạng ngữ được dùng để nêu thông tin về thời gian, địa điểm, mục đích, cách thức, ... của sự việc được nói đến trong câu.

## Định nghĩa
Trạng từ thường được công nhận là những từ sửa đổi cho động từ và tính từ. Theo Sách giáo khoa Ngữ Văn Lớp 6, định nghĩa trạng từ (hay phó từ) là "những từ chuyên đi kèm động từ, tính từ để bổ sung ý nghĩa cho động từ, tính từ".
Theo Sách giáo viên Ngữ Văn Lớp 6, định nghĩa của trạng từ và lượng từ là "những hư từ, chuyên đi kèm với các thực từ (danh từ, động từ, tính từ). Khác với thực từ, hư từ không có khả năng gọi tên sự vật, hoạt động, tính chất hay quan hệ. Chẳng hạn, trong câu 'Nó đã học', từ đã cho biết việc học xảy ra trong quá khứ, trước thời điểm nói, nhưng không thể gọi tên khoảng thời gian đó như là từ 'quá khứ'. Có thể nói 'Nó không quên quá khứ.' mà không thể nói 'Nó không quên đã'. Do vậy, hư từ được coi là những từ chỉ có ý nghĩa ngữ pháp, không có ý nghĩa từ vựng." Vì vậy, có thể thấy, trạng từ không thể sửa đổi danh từ ("đã tủ", "rất bút" là những cấu trúc sai ngữ pháp trong tiếng Việt; một trường hợp loại lệ là khi các danh từ đã chuyển nghĩa. Ví dụ: rất Việt Nam, rất Hà Nội (rất đậm nét Việt Nam; rất Hà Nội); "Việt Nam" và "Hà Nội" ở đây đã chuyển nghĩa sang tính từ).

## Phân loại
Trạng từ có thể được phân làm nhiều loại tùy vào vị trí và ý nghĩa của nó trong câu. Một số dạng sau đây (trạng từ được in đậm trong từng ví dụ):
1. Trạng từ chỉ cách thức: Diễn tả một hành động như thế nào (ví dụ: như nhanh, chậm, siêng, lười,...).
Ví dụ: Anh ta chạy rất nhanh.
2. Trạng từ chỉ thời gian. (Ví dụ: sáng, trưa, chiều, tối, ngày mai, đang, lập tức,...)
Ví dụ: Ngày mai, tôi đi làm vào buổi sáng.
3. Trạng từ chỉ tần suất (Phó từ năng diễn): Diễn tả mức độ của một hành động (ví dụ: thường thường, thường xuyên, có khi, ít khi,...).
Ví dụ: Cô ta thường xuyên về thăm mẹ.
4. Trạng từ chỉ nơi chốn: Diễn tả hành động hiện đang xảy ra ở đâu (ví dụ: ở đây, ở kia, ở khắp mọi nơi, chỗ khác,...).
Ví dụ: Tôi đang đứng ở đây.
5. Trạng từ chỉ mức độ: Diễn tả mức độ của một tính chất hoặc một đặc tính (ví dụ: giỏi, kém, dở,...). 
Ví dụ: Cô ta bơi giỏi.
6. Trạng từ chỉ số lượng: Diễn tả số lượng (ví dụ: một, hai lần,...). 
Ví dụ: Nhà vô địch đã chiến thắng hai lần.
7. Trạng từ nghi vấn: là những trạng từ thường đứng ở đầu câu hỏi (ví dụ: khi nào, như thế nào, ở đâu, tại sao). 
Ví dụ: Tại sao anh lại đến đây?
8. Trạng từ liên hệ: là những trạng từ giúp liên kết hai chủ đề hoặc hai câu lại với nhau. Chúng còn có thể là từ diễn tả: lý do, thời gian, nơi chốn (ví dụ: bởi vậy, lúc, chỗ, nơi,...).
Ví dụ: Căn phòng này là nơi tôi sinh ra.
Trạng từ còn có thể dùng để so sánh ngang bằng, so sánh hơn, so sánh nhất, so sánh kép và so sánh tăng tiến.
Trạng từ thường đứng đầu câu, giữa câu hoặc cuối câu để làm nổi bật ý nghĩa đó.